# Вилковская городская община
Вилковская городская общи́на (укр. Вилківська міська громада) — территориальная община в Измаильском районе Одесской области Украины.
Административный центр — город Вилково.
Население составляет 12 883 человека. Площадь — 553,8 км².

## Населённые пункты
В состав общины входят один город, 4 села и один посёлок:
город:
- Вилково

сёла:
- Десантное
- Мирное
- Новониколаевка
- Приморское

посёлок:
- Белое